# Église de la Transfiguration du Saint-Sauveur de Cerbère
L'église de la Transfiguration-du-Saint-Sauveur de Cerbère est une église située à Cerbère, dans les Pyrénées-Orientales.
Elle dépend du diocèse de Perpignan-Elne.

## Situation
L'église est située au sud du centre-ville et près du littoral, entre la Rue de l'Église (au nord), la Rue Denis Papin (au sud) et la Rue du 18 juin 1940 (à l'est).

## Histoire
Alors que le hameau de Cerbère demeure peu peuplé jusqu'à la première moitié du XIXe siècle, sa population connaît un accroissement important avec le chantier ferroviaire de la ligne de Port-Vendres à Port-Bou. Après l'ouverture de la ligne en 1878, l'activité économique transfrontalière confirme ce développement démographique et le besoin d'une nouvelle église se fait alors sentir. Un local provisoire est mis à disposition en 1879, puis la nouvelle église est enfin construite de 1884 à 1885. Son premier curé est Joseph Santol.

## Description
L'église est constituée d'une grande nef ogivale à chevet plat. Deux rosaces éclairent l'édifice, avec une à chaque extrémités est et ouest.
Sur la façade et au-dessus du portail d'entrée, orienté vers l'est face à la mer, on peut lire l'inscription « Regnum Galliae Regnum Mariae » (« Le Royaume de France est le royaume de Marie »), phrase attribuée au pape Urbain II lors de l'appel de Clermont du 27 novembre 1095.